# Флавиан (Дмитриюк)
Архиепископ Флавиан (в миру Фёдор Игнатьевич Дмитриюк; 14 (26) мая 1895, село Киёвец, Бельский уезд Седлецкой губернии — 3 марта 1977, Горький) — епископ Русской православной церкви, архиепископ Горьковский и Арзамасский.

## Биография
Родился в семье псаломщика. В 1909 году окончил Холмское духовное училище. В 1915 году окончил Холмскую Духовную семинарию по первому разряду. 30 июня (13 июля) 1915 года рукоположён во диакона. 9 августа рукоположён во пресвитера и назначен настоятелем церкви села Верещин Холмской епархии. В том же году в связи с военными действиями Первой мировой войны эвакуирован в Москву. Служил в храмах Москвы, Петрограда, Котельнича. В 1918 году репатриировался в Польшу, ставшую независимым государством; служил священником в храме в села Страдечь, а затем — в Александро-Невском соборе города Пружаны Полесского воеводства.
В 1938 году, по требованию гражданских властей Польши, Феодор Дмитриюк, как придерживавшийся русской ориентации, был лишён польского гражданства, что влекло за собой выселение за пределы Польши. Выселению помешала начавшаяся в 1939 году Вторая мировая война.
В период немецкой оккупации отец Фёдор поддерживал связь с белорусскими партизанами. После разгрома партизанского подполья в Пружанах большая часть его участников были казнены гестаповцами: жена Фёдора Ивановича, старшая дочь, зять и ближайшие родственники были расстреляны. Выжила младшая дочь, которая была тяжело ранена.
В октябре 1966 года за активную помощь членам подпольного комитета по борьбе с фашизмом награждён юбилейной медалью «20 лет победы в Великой Отечественной войне 1941—1945 гг.».
В 1944 году после освобождения Западной Белоруссии Советской армией служил в Петропавловском соборе города Кобрине Брестской области. С 1946 года служил в Никольском соборе города Бобруйска.
В 1952 году переехал в Таганрог. С 1953 года — настоятель кафедрального собора в честь Рождества Пресвятой Богородицы в Ростове-на-Дону.
6 апреля 1955 года принял монашеский постриг с именем Флавиан, в честь святителя Флавиана Исповедника. Исполнял послушания секретаря и благочинного в Успенской Почаевской Лавре. 26 мая 1955 года возведён в сан архимандрита.
1 сентября 1957 года переведён в Троице-Сергиеву лавру.
20 апреля 1958 года в Троице-Сергиевой лавре хиротонисан во епископа Свердловского и Ирбитского. Хиротонию совершали Святейший Патриарх Алексий I, епископ Сергиопольский Василий (Самаха), епископ Серафим (Шарапов), епископ Дмитровский Пимен (Извеков). С 9 декабря 1958 года — епископ Свердловский и Курганский. С 23 сентября 1960 года по 3 апреля 1961 года временно управлял Пермской епархией. При нём 42 % церквей в Свердловской области (14 из 33) были закрыты.
С 7 июля 1966 года — епископ Горьковский и Арзамасский. 25 февраля 1968 года возведён в сан архиепископа. Архиепископ Флавиан был деятельным и активным архиереем. Скончался 3 марта 1977 года в Горьком. Погребён в ограде Свято-Троицкого кафедрального собора города Горького (исторически — Троицкая церковь пригородного села Высоково).